# Bullfight Gore Championship

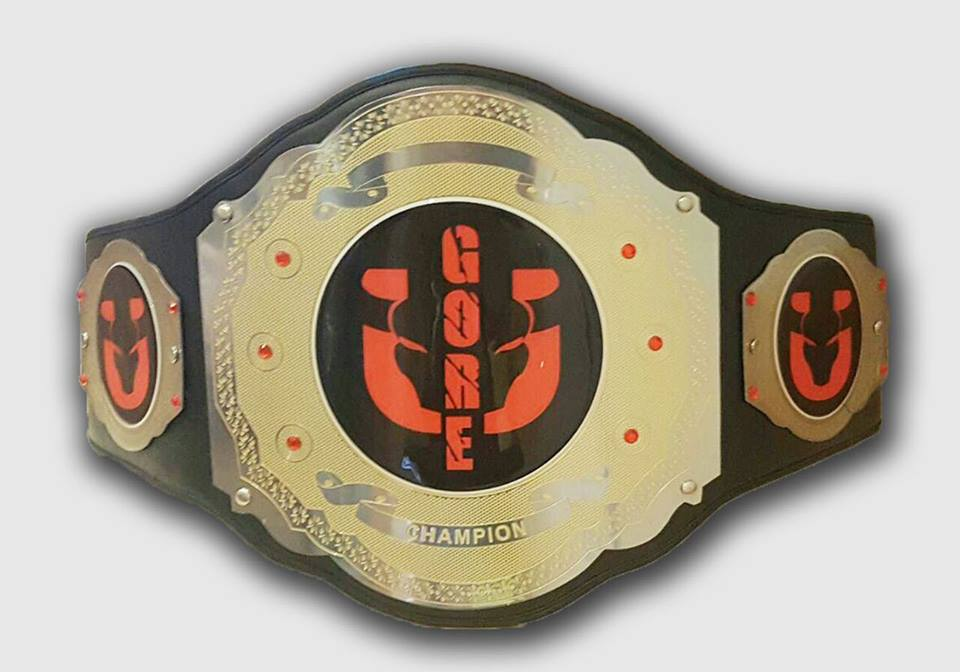
Bullfight Gore Championship

Il Bullfight Gore Championship è un titolo della Bullfight Wrestling Society, promotion italiana di wrestling. La sua peculiarità è che può essere difeso in tutti i match possibili, escluso il normale Single match. Introdotto il 10 giugno 2017, il primo campione è stato David Silas che l'ha detenuto per 168 giorni, fino all'ultimo evento targato Rising Sun quando l'ha ceduto a Mirko Mori, attuale campione, in un Hardcore Match.

## Albo d'oro
| Vincitori   | Data     | Show                  | Giorni da campione  |
| ----------- | -------- | --------------------- | ------------------- |
| David Silas | 10/06/17 | BWS II - Cut the Cord | 168                 |
| Mirko Mori  | 25/11/17 | RSWP Die & Rise       | 106 (agg. 11/03/18) |

## Match validi per il Bullfight Gore Championship
| Match                                                                  | Data                       | Minutaggio   |
| ---------------------------------------------------------------------- | -------------------------- | ------------ |
| 2 Out of 3 Falls Match (No DQ): David Silas defeat Luke Zero (2-1)     | 10/06/17 (Cut the Cord)    | 11.45 minuti |
| No Count-Out Match: David Silas (c) defeat Onorevole Malacarne         | 16/06/17 (KOX SpaceSlam)   | TBA          |
| Title vs Title-Shot Match: David Silas (c) defeat Saetta               | 17/06/17 (WIVA Show)       | TBA          |
| Hardcore & Career On the Line Match: Mirko Mori defeat David Silas (c) | 25/11/17 (RSWP Die & Rise) | 19.50 minuti |